# Монмартр (фунікулер)
48°53′07″ пн. ш. 2°20′33″ сх. д. / 48.885278° пн. ш. 2.3425° сх. д.
Фунікулер Монмартр це не фунікулер у строгому розумінні, а похилий ліфт з двома кабінами.
Курсує на пагорб Монмартр і, таким чином, також до всесвітньо відомої базиліки Сакре-Кер, розташованої там.
Розташований в 18-му окрузі Парижа, є під орудою RATP, що відповідає за громадський транспорт міста Парижа.

## Характеристики
Сучасний фунікулер відкрито 1 червня 1991, оснащений електричним приводом і має два незалежні вагони, кожний на 60 місць, має пропускну здатність 2000 пасажирів на годину. Долає 36-метрову різницю висот та дистанцію 108 м менш ніж за 90 секунд. Дві станції в початковій і кінцевій точці були створені архітектором Франсуа Деслож'є, нові вагони з великими вікнами були розроблені дизайнером Роджером Таллоном, який також спроектував вагони TGV Atlantique. Кожна кабіна має власний барабанний підіймач, подібний до ліфта, щоб у разі відмови підсистеми, наприклад через технічне обслуговування, можна продовжити роботу лише з одним вагоном.

## Історія
Перший фунікулер на гору було введено в експлуатацію 13 липня 1900 року, а експлуатацію було передано компанії Decauville.
З 1 листопада 1931 року по 2 лютого 1935 року фунікулер замінили автобусом. В 1933 році STCRP (фр. Société des transports en commun de la région parisienne) став новим оператором, якому було доручено модернізувати інфраструктуру. Систему фунікулера з водним баластом замінили двома електричними підіймачами. Через кілька років фунікулер перейшов під оруду RATP.
Після Другої світової війни фунікулер модернізував фон Ернст Хеккель із Саарбрюккена.

В 1990—1991 роках фунікулер знову був модернізовано. Для цього роботу довелося призупинити з 1 жовтня 1990 року по 1 червня 1991 року. Саме в цей період автобус Montmartrobus, що ще курсує, на початок 2020-х, між площею Пігаль і вершиною пагорба, перебрав на себе пасажирські перевезення.